# Erzbistum Paderborn
Das Erzbistum Paderborn (lateinisch Archidioecesis Paderbornensis) ist eine römisch-katholische Diözese im Land Nordrhein-Westfalen, reicht aber auch in die Länder Hessen und Niedersachsen. Mit den Suffraganbistümern Erfurt, Fulda und Magdeburg bildet das Erzbistum Paderborn die Kirchenprovinz Paderborn. Metropolitankirche ist der Hohe Dom St. Maria, St. Liborius, St. Kilian in der ostwestfälischen Stadt Paderborn.

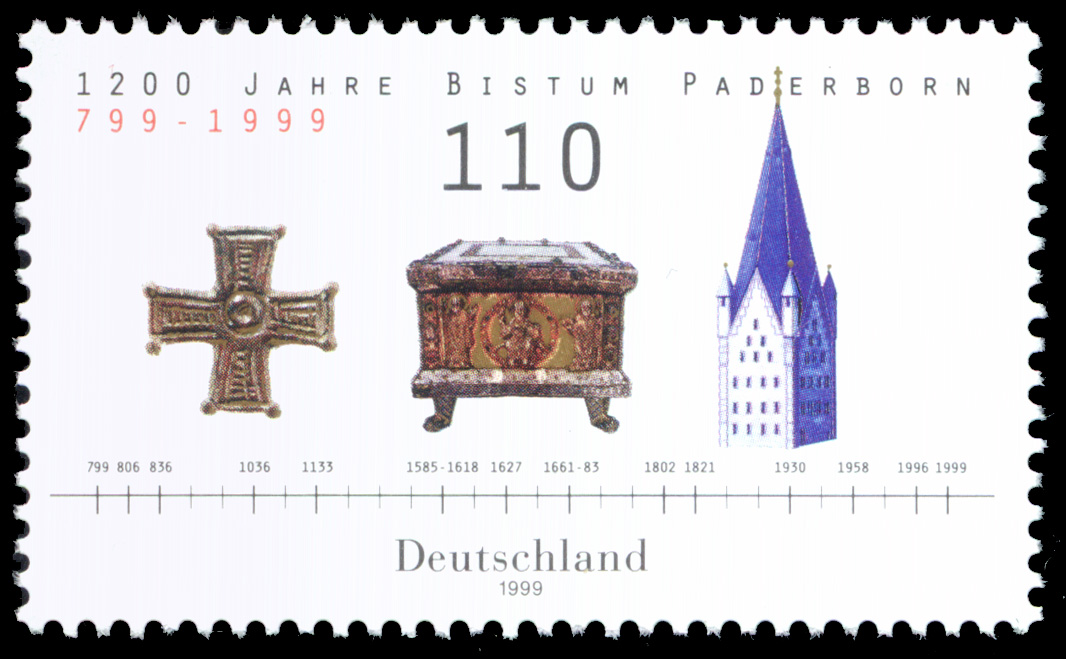
1200 Jahre Bistum Paderborn: Deutsche Sonderbriefmarke von 1999

## Gebiet
Zum Erzbistum Paderborn gehören
- in Nordrhein-Westfalen die kreisfreien Städte Bielefeld, Dortmund, Hagen (ohne Dahl), Herne und Hamm südlich der Lippe und der Kreis Gütersloh (ohne die Gemeinde Harsewinkel und die Ortschaft Benteler (Langenberg) sowie den südlichen Teil mit Kapelle der Ortschaft Möhler (Herzebrock-Clarholz)), die Kreise Herford, Hochsauerlandkreis, Höxter, Lippe, Minden-Lübbecke, Olpe, Paderborn, Siegen-Wittgenstein, Soest (ohne Herzfeld und Lippborg (Gemeinde Lippetal) sowie Bad Waldliesborn (Stadt Lippstadt)) und Unna südlich der Lippe (das heißt, ohne die Städte Selm, Werne und den nördlichen Teil Lünens), der Norden des Märkischen Kreises (Balve, Hemer, Iserlohn, Menden, aus der Stadt Neuenrade die ehemaligen Gemeinden Küntrop, Affeln und Blintrop sowie aus der Stadt Altena die ehemalige Gemeinde Evingsen) und der Nordosten des Ennepe-Ruhr-Kreises (Städte Herdecke, Wetter (Ruhr) (nur Alt-Wetter), Witten (ohne Herbede)) sowie aus dem Kreis Recklinghausen die Stadt Castrop-Rauxel (ohne das Gebiet der ehemaligen Gemeinde Henrichenburg);
- in Hessen aus dem Landkreis Waldeck-Frankenberg die Städte Bad Arolsen, Bad Wildungen, Diemelstadt, Korbach, Lichtenfels, Waldeck und Teile von Volkmarsen sowie die Gemeinden Diemelsee, Edertal, Twistetal und Willingen (Upland) sowie
- in Niedersachsen die Stadt Bad Pyrmont.

Die Gebiete in Hessen und Niedersachsen waren Teil des ehemaligen Fürstentums Waldeck.

## Geschichte

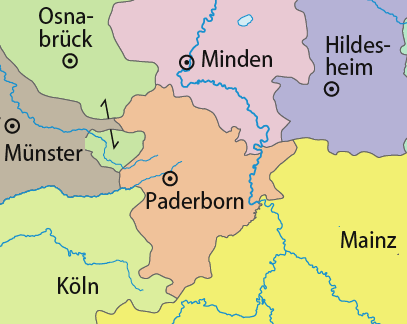
Diözese Paderborn von der Gründung bis zur Neuumschreibung 1821

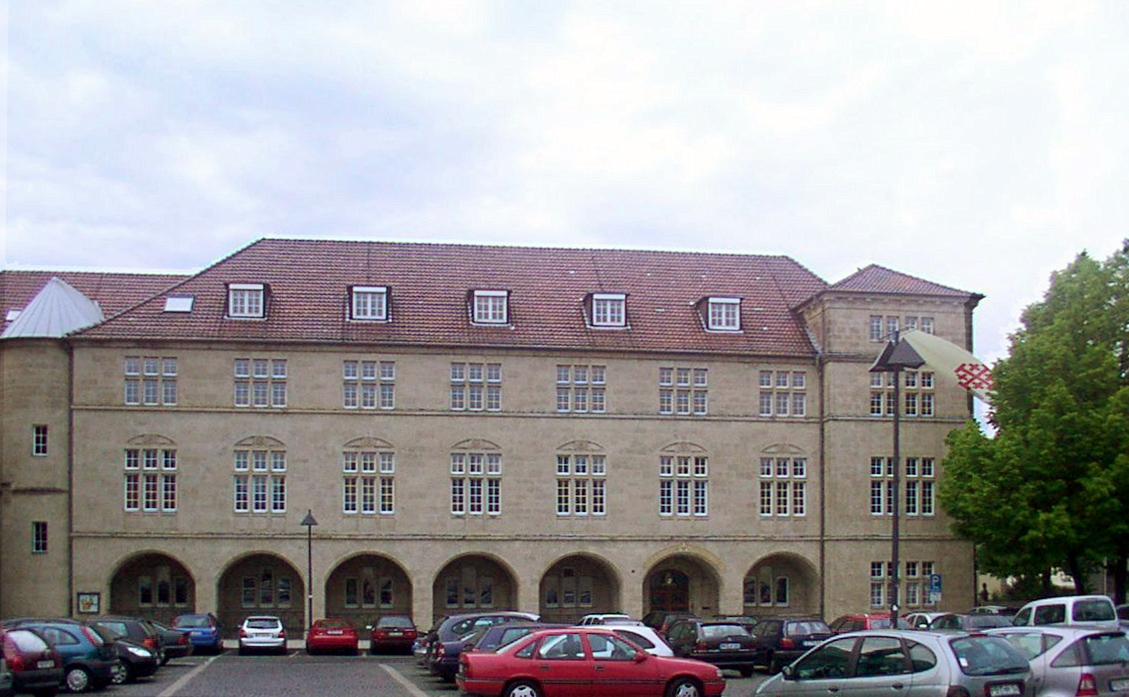
Erzbischöfliches Generalvikariat Paderborn

Das Bistum Paderborn wurde 799 durch Papst Leo III. und den damaligen fränkischen König Karl den Großen errichtet. Später wurde es Teil der Kirchenprovinz Mainz. Das während des Mittelalters erworbene weltliche Herrschaftsgebiet des Bischofs bildete das Hochstift Paderborn.
Im Zuge der Überführung der Gebeine des heiligen Liborius von Le Mans nach Paderborn im Jahr 836 wurde eine enge Partnerschaft der Bistümer von Le Mans und Paderborn begründet, diese wird seither in der Städtepartnerschaft Le Mans–Paderborn fortgesetzt.
Nach dem Untergang des Heiligen Römischen Reiches Deutscher Nation 1806, der Säkularisation des Hochstiftes Paderborn und dem Übergang an das Königreich Preußen mit den Neuordnungen durch den Wiener Kongress 1815 erfuhr das Bistum 1821 durch die Päpstliche Bulle von Pius VII. De salute animarum, einer Vereinbarung zwischen Preußen und dem Heiligen Stuhl über die Neuordnung der preußischen Bistümer, eine grundlegende Umstrukturierung. Die Teile des Apostolischen Vikariats des Nordens, die in der preußischen Provinz Sachsen und in den Sächsischen Herzogtümern lagen, wurden in das Bistum Paderborn eingegliedert, waren aber geographisch vom Kerngebiet getrennt. Im Westen wurde das ehemalige kurkölnische Sauerland nun Teil des Bistums Paderborn. Als Resultat dieser Neuordnung wurde Paderborn durch die Zuweisung des Bistums Corvey und von Gebieten der Bistümer Köln, Osnabrück, Mainz, Minden, Halberstadt und Magdeburg zu einem der größten deutschen Bistümer. Damit war Paderborn nicht mehr Teil der Mainzer Metropolie, sondern gehörte mit Trier und Münster zum Erzbistum Köln. Abgeschlossen wurde dieser Umstrukturierungsprozess im Jahre 1849 mit der Eingliederung der neuen Teile des neuen Bistums unter dem seinerzeitigen Generalvikar und späteren Bischof Richard Dammers (1841–1844). Ab 1868 waren die Paderborner Bischöfe zudem Administratoren des Apostolischen Vikariats Anhalt, bis dieses 1921 formell in das Bistum eingegliedert wurde.
Im Zuge der Lateranverträge vom 11. Februar 1929 wurde das Bistum Paderborn 1930 durch das Preußenkonkordat und die Bulle Pastoralis officii nostri von Papst Pius XI. zum Erzbistum erhoben. Gleichzeitig wurde die Diözese neu umschrieben: Paderborn gab das Dekanat Erfurt und alle Dekanate des Kommissariats Heiligenstadt an das Bistum Fulda sowie Barmen-Langerfeld und Essen-Kupferdreh an das Erzbistum Köln ab. Die neuerrichtete Mitteldeutsche Kirchenprovinz umfasste die Suffragane Fulda und Hildesheim. Das Erzbistum war zu diesem Zeitpunkt in 60 Dekanate und 533 Pfarreien unterteilt.
Da nach der Teilung Deutschlands eine Verwaltung des in der DDR liegenden Gebietes (in etwa Sachsen-Anhalt) von Paderborn aus nicht möglich war, wurde 1949 ein in Magdeburg residierender Weihbischof eingesetzt, der als Bischöflicher Commissarius im Auftrag des Paderborner Erzbischofs wirkte.
1958, bei Errichtung des Bistums Essen, gab Paderborn die Städte Bochum, Wattenscheid, Lüdenscheid und Gelsenkirchen sowie die Kreise Altena und Ennepe-Ruhr-Kreis an das neue Ruhrbistum ab. Erster Bischof dieses neu strukturierten Bistums wurde der bisherige Paderborner Weihbischof Franz Hengsbach. Er wurde in seiner Zeit im Ruhrbistum zum Kardinal ernannt.
Mit Schreiben vom 20. Januar 1966 ordnete Erzbischof Lorenz Kardinal Jaeger die Einteilung der 39 Dekanate des Westteils seines Bistums in sieben Seelsorgeregionen an. Diese bestanden fast genau vierzig Jahre bis zu ihrer Auflösung zum 1. Juli 2006.
Ab dem 23. Juli 1973 war der in der DDR gelegene Ostteil des Erzbistums ein sogenanntes Bischöfliches Amt, sodass die erzbischöfliche Verwaltung für dieses Gebiet ruhte, während es territorial weiterhin zum Erzbistum gehörte. Am 8. Juli 1994 wurde dieses bisherige Bischöfliche Amt Magdeburg selbständiges Bistum der neuen Mitteldeutschen Kirchenprovinz, vergleichbar mit Erfurt, das früher zu Fulda gehörte. Das Bistum Hildesheim, das seit 1930 Teil der Mitteldeutschen Kirchenprovinz war, wurde 1995 Suffragan des neuerrichteten Erzbistums Hamburg.

### Paderborner Bischöfe
Die Rolle der Bischöfe von Paderborn unterlag in über 1.200 Jahren großen Wandlungen: Missionstätigkeit, geistliche Seelsorge und Führerschaft, politischer Landesherr und Oberbefehlshaber. Für all diese Rollen standen unterschiedliche Paderborner Bischöfe.
In neuerer Zeit wurden einige Priester und Weihbischöfe des Bistums Paderborn in höhere Ämter berufen: So waren die nachmaligen Bischöfe von Essen (Kardinal Franz Hengsbach), Osnabrück (Franz-Josef Bode), Fulda (Heinz Josef Algermissen) und Würzburg (Paul-Werner Scheele), der Erzbischof von München und Freising (Kardinal Reinhard Marx), der Bischof von Speyer (Karl-Heinz Wiesemann) sowie Kurienkardinal Paul Josef Cordes ehedem Weihbischöfe in Paderborn. Auch Kurienbischof Josef Clemens stammt aus Paderborn. Weihbischof Manfred Grothe leitete 2012 die Kommission, die die Kostensteigerungen beim Bau der Bischofsresidenz im Bistum Limburg untersuchte; am 26. März 2014 ernannte Papst Franziskus ihn zum dortigen Apostolischen Administrator.

Erzbischof Udo Markus Bentz

Seit dem 10. März 2024 ist Udo Markus Bentz der fünfte Erzbischof von Paderborn und Metropolit der Kirchenprovinz Paderborn. Sein Vorgänger Hans-Josef Becker war von 2003 bis 2022 im Amt.
Angestoßen von den Beratungen und Beschlüssen des Synodalen Weges der römisch-katholischen Kirche in Deutschland beschloss das Paderborner Metropolitankapitel im Juni 2022, bei der Wahl des nächsten Erzbischofs „eine möglichst breite Beteiligung der Gläubigen bei der Findung von Kandidaten für die Nachfolge von Erzbischof Hans Josef Becker“ zu ermöglichen. Die neun durch Losentscheid ausgewählten Laien und die fünf von Gremien des Erzbistums entsandten Vertreter trafen sich im September 2022 erstmals mit dem Domkapitel, um mit der Erarbeitung eines Anforderungsprofils für einen Erzbischof zu beginnen. Das Wahlrecht für die eigentliche Wahl des Erzbischofs bleibt gemäß der Vorgaben des Preußenkonkordats jedoch weiterhin auf die Mitglieder des Paderborner Domkapitels beschränkt.

### Paderborner Dom- und Metropolitankapitel
Ein Domkapitel ging bereits aus dem von Karl dem Großen gegründeten Domkloster hervor. Es endete 1810 durch die Auflösung im Zuge der Säkularisation. Im Hochstift Paderborn bildete das Domkapitel das eigentliche Machtzentrum, in der Frühen Neuzeit eng verbunden mit dem westfälischen Adel. 1821 wurde das Domkapitel im Einvernehmen mit den neuen Herren des Territoriums, dem Königreich Preußen wieder errichtet. 1930 wurde es im Zuge der Erhebung des Bistums zum Erzbistum zum Metropolitankapitel.

## Diözesankalender
Im Erzbistum Paderborn wird der Regionalkalender für das deutsche Sprachgebiet um die folgenden Eigenfeiern ergänzt (dahinter jeweils der Rang):
Abkürzungen:
H = Hochfest, F = Fest, G = gebotener Gedenktag, g = nicht gebotener Gedenktag, CRG = Calendarium Romanum Generale, RK = Regionalkalender für das deutsche Sprachgebiet
- 21. Januar: Hl. Patroklus – g
- 23. Januar: sel. Nikolaus Groß – g
- 27. Januar: Hl. Julian – g
- 09. Februar: Sel. Maria Theresia Bonzel, Jungfrau und Ordensgründerin  – g
- 30. April: Sel. Pauline von Mallinckrodt, Ordensgründerin – g
- 07. Juni: Hl. Erkanbert – g
- 12. Juni: Hl. Leo III., Papst – g
- 08. Juli: Hl. Kilian, Bischof von Würzburg und Gefährten Kolonat und Totnan, Glaubensboten, Märtyrer – G
- 22. Juli: Jahrestag der Weihe des Hohen Domes zu Paderborn – im Dom H, im restlichen Erzbistum F [deshalb F Maria Magdalena am 21. Juli statt am 22. Juli]
- 23. Juli: Hl. Liborius, Bischof von Le Mans, Patron des Hohen Domes und des Erzbistums – H [deshalb F Birgitta von Schweden am 24. Juli statt am 23. Juli]
- 07. August: Hl. Hathumar und hl. Badurad, sel. Meinwerk, Bischöfe von Paderborn – g
- 04. September: Hl. Ida von Herzfeld, Witwe – g
- 25. September: Hl. Adalhard von Corvey, Abt – g
- 03. Oktober: Die beiden hll. Brüder Ewald, Märtyrer – g
- 05. Oktober: Hl. Meinolf von Böddeken, Archidiakon – g
- 25. Oktober: Rückführung der Reliquien des Hl. Liborius – im Hohen Dom F, im restlichen Erzbistum g
- 7. November: Hl. Engelbert, Bischof und Märtyrer – g
- 12. November: Jahrestag der Kirchweihe in allen Kirchen, die ihren Weihetag nicht kennen – H
- 25. November: Sel. Niels Stensen, Bischof – g
- 04. Dezember: Sel. Adolph Kolping, Priester – g
- 16. Dezember: Hl. Sturmius – g

## Persönlichkeiten
- Hathumar († 815), erster Bischof Paderborns
- Meinwerk (um 975–1036), bedeutender Bischof
- Bernhard V. zur Lippe (1277–1341), erster Fürstbischof
- Ferdinand von Fürstenberg (1626–1683), ließ viele barocke Bauwerke errichten, verfasste die Monumenta Paderbornensia
- Franz Egon von Fürstenberg (1737–1825), letzter Fürstbischof
- Caspar Klein (1865–1941) war Bischof und erster Erzbischof
- Karl Joseph Kardinal Schulte (1871–1941 in Köln), Bischof Paderborns, späterer Erzbischof von Köln
- Wilhelm Liese (1876–1956), Priester aus Kirchhundem, Caritaswissenschaftler
- Augustinus Philipp Baumann (1881–1953), Weihbischof, leitete nach dem Tod Erzbischof Kleins als Kapitularvikar das Bistum
- Lorenz Kardinal Jaeger (1892–1975), Erzbischof und Kardinal
- Heinrich König (1900–1942), Priesterweihe in Paderborn 1924, Vikar in Gelsenkirchen, Kritiker des Nationalsozialismus, 1941 von der Gestapo verhaftet, starb im KZ Dachau
- Otto Günnewich (1902–1942), Pfarrvikar in Salwey, NS-Gegner, interniert im KZ Dachau, umgebracht in der Tötungsanstalt Hartheim
- Franz Kardinal Hengsbach (1910–1991), Bischof von Essen und Kardinal, ehemaliger Weihbischof
- Alois Andritzki (1914–1943), Priester des Bistums Meißen; lebte von 1934 bis 1938 im Leokonvikt, 1943 im KZ Dachau ermordet und am 13. Juni 2011 seliggesprochen
- Johannes Joachim Kardinal Degenhardt (1926–2002), Erzbischof und Kardinal
- Franz Hochstein (1928–2022), Ehrendomherr
- Paul Josef Kardinal Cordes (1934–2024), Kurienkardinal, Präsident des Päpstlichen Rates „Cor Unum“ (1995–2010), Ehrendomherr des Paderborner Metropolitankapitels, ehemaliger Weihbischof
- Eugen Drewermann (* 1940) Theologe, kirchenkritischer Publizist, Privatdozent an der Theologischen Fakultät Paderborn bis 1991, Entzug der Lehrerlaubnis 1991 und Suspendierung vom Priesteramt 1992
- Josef Clemens (* 1947), Kurienbischof und Sekretär des Päpstlichen Laienrates
- Franz-Josef Bode (* 1951), emeritierter Bischof von Osnabrück, ehemaliger Weihbischof
- Reinhard Kardinal Marx (* 1953), Erzbischof von München und Freising, von 2012 bis März 2020 Vorsitzender der Deutschen Bischofskonferenz, ehemaliger Weihbischof
- Karl-Heinz Wiesemann (* 1960), Bischof von Speyer, ehemaliger Weihbischof
- Hans-Josef Becker (* 1948), emeritierter Erzbischof
- Dominicus Meier OSB (* 1959), Bischof von Osnabrück, von 2015 bis 2024 Weihbischof in Paderborn

## Bistumsgliederung
Mit Wirkung vom 1. Juli 2006 wurden die bisherigen Seelsorgeregionen durch Erzbischof Hans-Josef Becker aufgelöst. Gleichzeitig reduzierte er die Anzahl der Dekanate auf 19, von denen er die meisten zu größeren Einheiten zusammenfasste. Seit dieser Strukturreform der sogenannten mittleren Ebene gliedert sich das Erzbistum in folgende 19 Dekanate:
1. Paderborn: unverändert
2. Büren-Delbrück: die bisherigen Dekanate Büren und Delbrück
3. Höxter: die bisherigen Dekanate Brakel-Steinheim, Corvey und Warburg
4. Rietberg-Wiedenbrück: die bisherigen Dekanate Rietberg und Wiedenbrück
5. Bielefeld-Lippe: die bisherigen Dekanate Bielefeld und Lippe
6. Herford-Minden: die bisherigen Dekanate Herford und Minden
7. Hellweg: die bisherigen Dekanate Hamm, Soest und Werl mit Sitz in Werl
8. Lippstadt-Rüthen: die bisherigen Dekanate Lippstadt und Rüthen
9. Hochsauerland-West: die bisherigen Dekanate Arnsberg und Sundern
10. Hochsauerland-Mitte: die bisherigen Dekanate Meschede und Wormbach
11. Hochsauerland-Ost: die bisherigen Dekanate Bigge-Medebach und Brilon-Marsberg
12. Waldeck: unverändert
13. Südsauerland: die bisherigen Dekanate Attendorn, Elspe und Olpe
14. Siegen: unverändert
15. Dortmund: die bisherigen Dekanate Dortmund-Mitte, Dortmund-Nordost, Dortmund-Süd und Dortmund-West ohne die Pastoralverbünde Schwerte, Lünen-Mitte, Lünen-Südost und Brambauer
16. Unna: das bisherige Dekanat Unna und die Pastoralverbünde Schwerte, Lünen-Mitte, Lünen-Südost und Brambauer
17. Emschertal: die bisherigen Dekanate Castrop-Rauxel, Herne und Wanne-Eickel
18. Hagen-Witten: die bisherigen Dekanate Hagen und Witten
19. Märkisches Sauerland: die bisherigen Dekanate Iserlohn und Menden

Zum 1. Januar 2010 trat das Diözesangesetz zur territorialen Fortschreibung der pastoralen Räume im Erzbistum Paderborn in Kraft. Aus diesem ergeben sich Zusammenführung und Errichtung Pastoraler Räume. Diese Umstrukturierung soll bis zum Jahr 2029 abgeschlossen sein. Die meisten Pastoralen Räume sind bereits errichtet oder der begleitende Prozess hat begonnen (Stand: April 2015).
Die Bistümer Erfurt, Fulda und Magdeburg sind Suffraganbistümer von Paderborn.

## Finanzen und Vermögen
Wie die meisten Bistümer in Deutschland legte die Diözese Paderborn bis zum Finanzskandal um den ehemaligen Limburger Bischof Franz-Peter Tebartz-van Elst keine öffentliche Rechenschaft über ihr Vermögen ab. Am 29. September 2015 veröffentlichte das Erzbistum zum ersten Mal eine Jahresbilanz und legte sein Vermögen offen. Auf gut vier Milliarden Euro belief sich demnach das Vermögen des Bistums am Stichtag 31. Dezember 2014. Das sind rund 660 Millionen Euro mehr als die Summe, die das Erzbistum Köln in seiner Bilanz ausweist. Das Haushaltsvolumen der Erzdiözese lag 2014 bei rund 500 Millionen Euro. Das in der Bilanz ausgewiesene Vermögen besteht zum größten Teil aus Finanzanlagen, die sich auf 3,6 Milliarden Euro belaufen. Darin enthalten ist ein Aktiendepot im Umfang von 570 Millionen Euro sowie festverzinsliche Wertpapiere (Anleihen) im Volumen von knapp 2,7 Milliarden Euro. 3,1 Prozent Rendite erzielte das Bistum damit zuletzt pro Jahr. Das Vermögen des Erzbischöflichen Stuhls Paderborn wurde erst 2020 offengelegt.
Das Erzbistum Paderborn ist mit einem Vermögen von rund 7,15 Milliarden Euro (das Vermögen des Erzbischöflichen Stuhls und von sechs erzdiözesanen Stiftungen inbegriffen) das reichste Bistum in Deutschland.

## Kirchliche Einrichtungen

### Zentrale Einrichtungen
Zu den kirchlichen Einrichtungen gehört das Erzbischöfliche Generalvikariat, das Erzbischöfliche Diözesanmuseum Paderborn, das Erzbistumsarchiv Paderborn, das Erzbischöfliche Priesterseminar und die Diözesanbibliothek für das Erzbistum Paderborn, die Erzbischöfliche Akademische Bibliothek Paderborn.

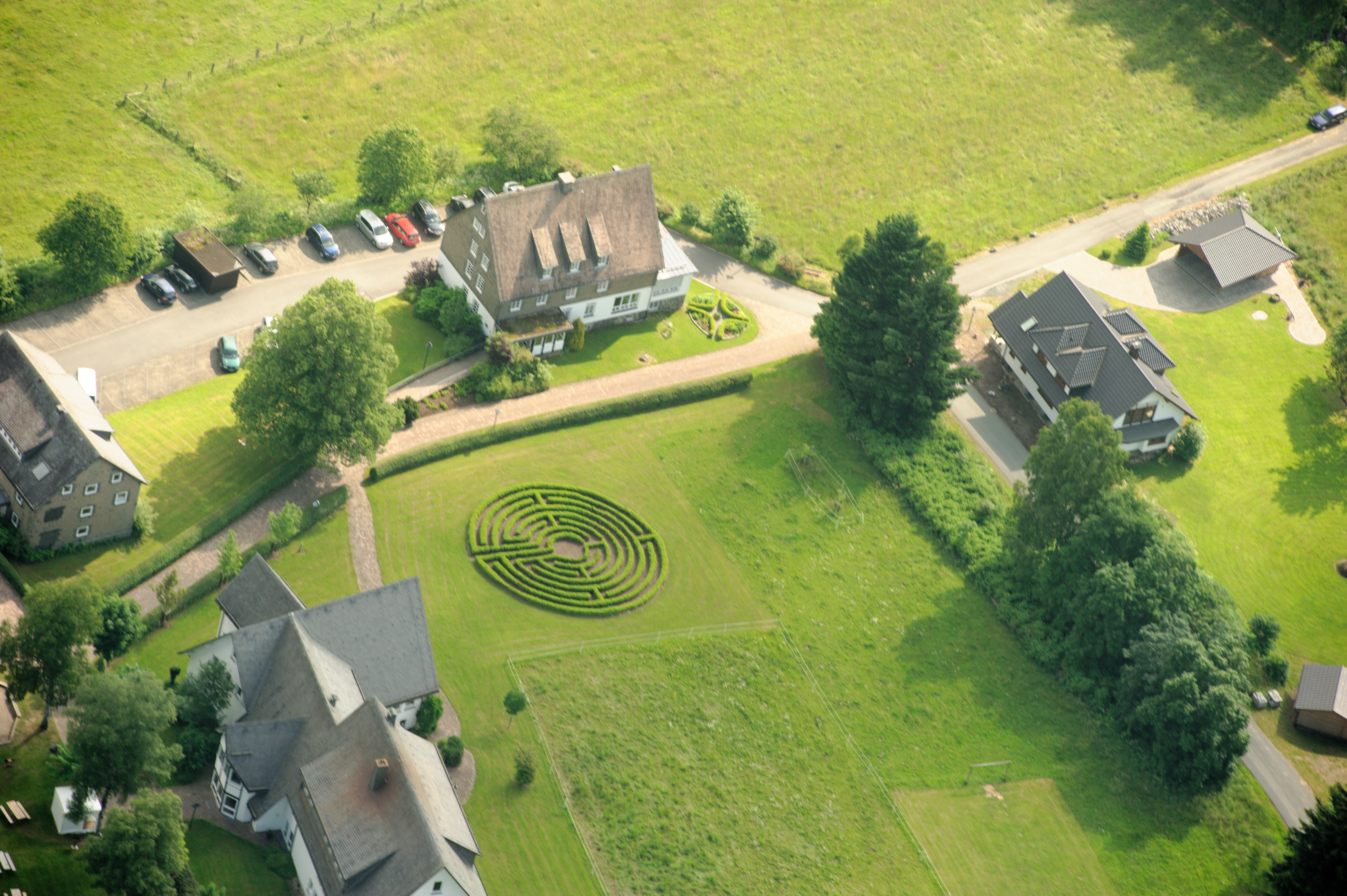
Bildungsstätte St. Bonifatius in Elkeringhausen

### Bildungseinrichtungen
- Theologische Fakultät Paderborn
- Katholische Hochschule NRW, Abteilung Paderborn
- Katholische Akademie Schwerte, Schwerte
- Sozialinstitut Kommende Dortmund
- Bildungsstätte St. Bonifatius Elkeringhausen, Winterberg
- Liborianum, Paderborn
- Jugendhaus und Katholische Landvolkshochschule Anton Heinen, Kloster Hardehausen Kloster Hardehausen bei Warburg, Warburg

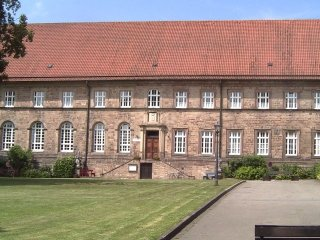
Kloster Hardehausen bei Warburg

- Katholische Erwachsenen- und Familienbildung
- Salvator-Kolleg, Hövelhof
- Pauluskolleg, Paderborn

### Schulen
- Mariengymnasium, Arnsberg
- St.-Ursula-Gymnasium, Arnsberg
- St.-Ursula-Gymnasium und Realschule, Attendorn
- Gymnasium St. Xaver, Bad Driburg
- Marienrealschule, Brilon
- Hildegardis-Schule, Hagen
- Marienrealschule, Hamm
- Mallinckrodt-Gymnasium, Dortmund
- St.-Walburga-Realschule, Meschede
- Gymnasium und Realschule St. Michael, Paderborn
- Grundschule St. Michael, Paderborn[11]
- St.-Franziskus-Berufskolleg, Hamm
- Edith-Stein-Berufskolleg, Paderborn

andere Trägerschaft:
- Anna-Zillken-Berufskolleg Dortmund, Träger Sozialdienst katholischer Frauen
- Ursulinengymnasium und Ursulinenrealschule Werl, Träger St.-Ursula-Stift Werl
- Schulen der Brede: Gymnasium, Berufskolleg, Realschule, Stiftung Gymnasium und Berufskolleg Brede in Brakel

## Kultur und Sehenswürdigkeiten

### Kirchen
- Liste der Kirchen im Erzbistum Paderborn

### Wallfahrtsorte
- ältester Marienwallfahrtsort Westfalens seit 1172 ist in Salzkotten-Verne (Westfalen)
- Marienwallfahrtsort Kleinenberg, Ortsteil von Lichtenau
- Wallfahrt zu den Sieben Freuden Mariens, seit 1682 von Franziskanern betreut, in Marienloh
- Marienwallfahrt in der Wallfahrtsbasilika Mariä Heimsuchung Werl – Werl ist einer der größten Marienwallfahrtsorte in Deutschland.
- Seit 1981 werden wieder Dekanatswallfahrten nach Herford durchgeführt, nachdem die Stadt bereits im Mittelalter Wallfahrtsort geworden war. Anlass ist die Herforder Vision, die als älteste bekannte Marienerscheinung nördlich der Alpen gilt.
- Marienwallfahrtsort Dalhausen bei Beverungen
- Lourdes-Grotte in Borgentreich
- Klus Eddessen ist ein Pilgerort und wird von einem Einsiedler bewohnt

### Veranstaltungen
Unter großer Beteiligung wird jährlich im Juli das traditionelle Liborifest gefeiert. Dem entspricht der Herbstlibori Ende Oktober.